# کایسا

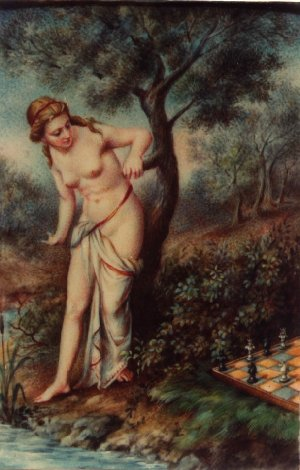
تصویر اولیه کایسا در اشعار سر ویلیام جونز، اثر دومنیکو ماریا فراتا.

کایسا ([ka:isa]) یک اسطوره خیالی از سرزمین تراکیه است که به عنوان الهه شطرنج به تصویر کشیده شده است. اولین بار در دوران رنسانس توسط شاعر ایتالیایی هیرونیموس ویدا و سپس در سال ۱۷۶۳ در شعر سر ویلیام جونز معرفی گردید.

## دوران مدرن
قهرمان جهان گری کاسپاروف بارها از نام کایسا استفاده می کند. به ویژه در کتاب پنج جلدی خود پیشینیان بزرگ من. کاسپارف از کایسا به عنوان استعاره ای برای خوش شانسی یاد می کند: "کایسا با من بود" به ویژه در موقعیت های نامشخص، به عنوان مثال در زمان قربانی دادن در بازی‌هایش.